# Typhonium hayatae
Typhonium hayatae là một loài thực vật có hoa trong họ Ráy (Araceae). Loài này được Sriboonma & J.Murata miêu tả khoa học đầu tiên năm 1994.